# Kościelec (Basse-Silésie)
Pour les articles homonymes, voir Kościelec.
Kościelec est une localité polonaise de la gmina de Krotoszyce, située dans le powiat de Legnica en voïvodie de Basse-Silésie.